# 国立庆州博物馆
国立庆州博物馆（：／）位于大韩民国庆尚北道庆州市，該地為新罗的舊都。国立庆州博物馆毗邻庆州历史遗迹地区的新罗皇室墓葬群、瞻星台、半月城，主要展示收藏新罗文物。

## 历史
国立庆州博物馆成立于1945年，最初为韩国国立中央博物馆庆州分部，后不断扩建。1975年升级为国立庆州博物馆。馆内藏品非常丰富，由于数目众多，大多数藏品不对外展示。主要展品包括圣德大王神钟、新罗金皇冠以及雁鸭池和皇龙寺挖掘出土的文物。

## 画廊

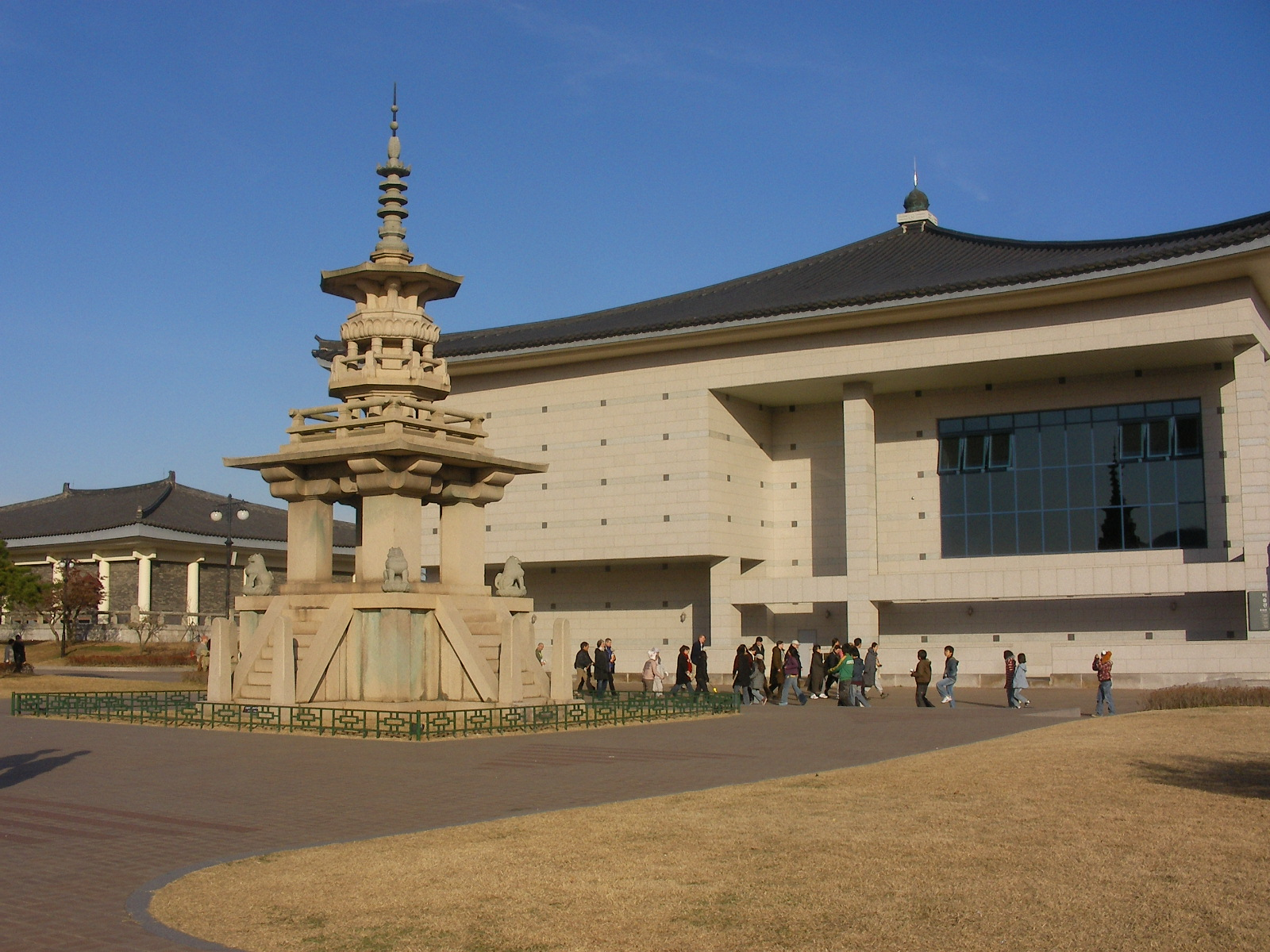
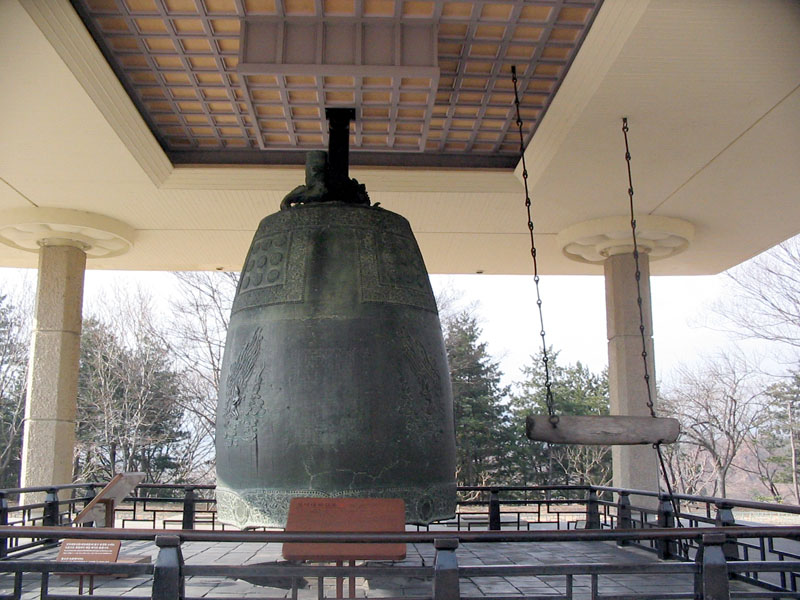
圣德王钟
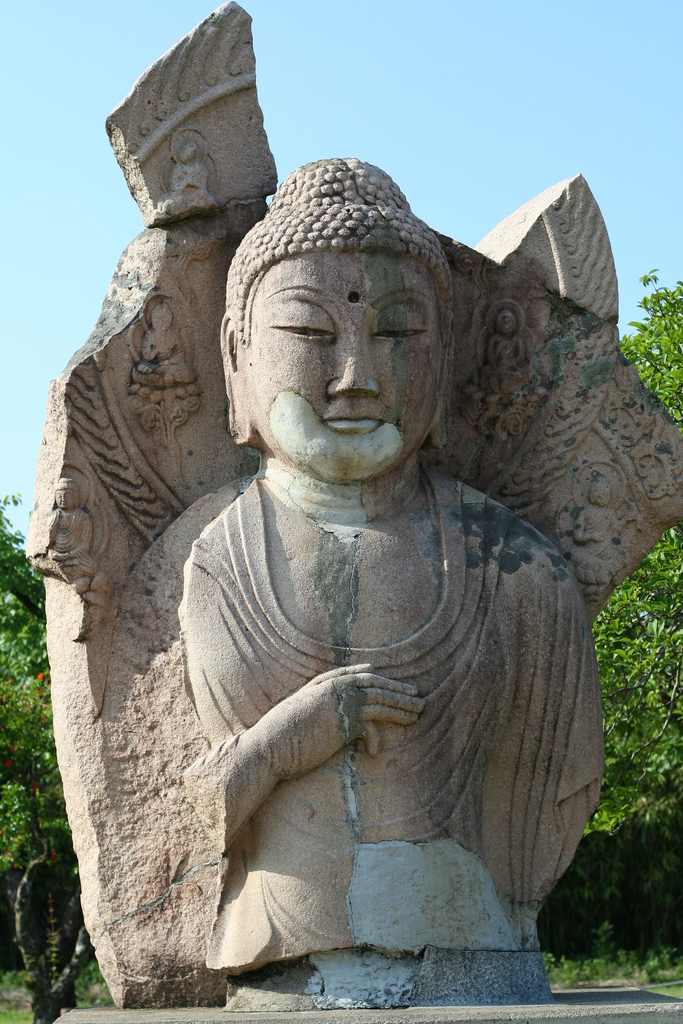
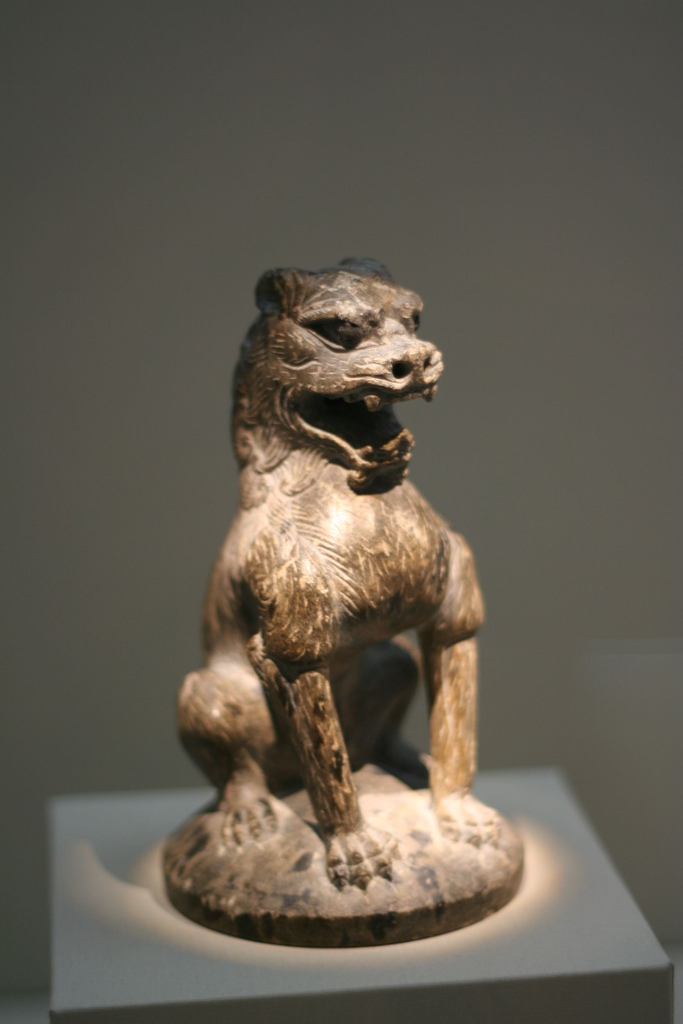
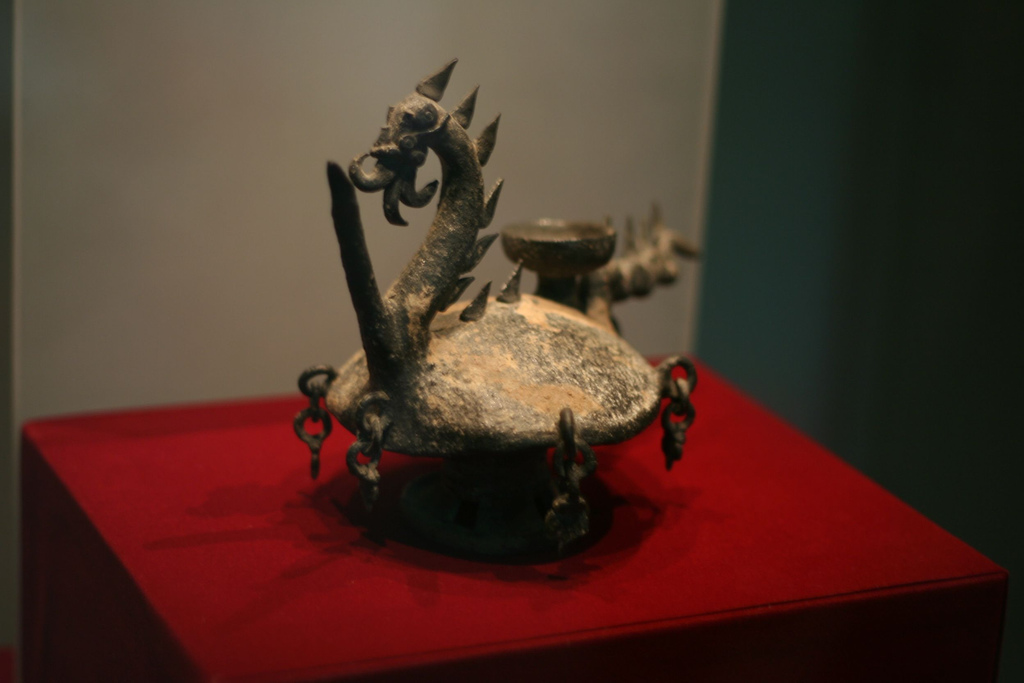
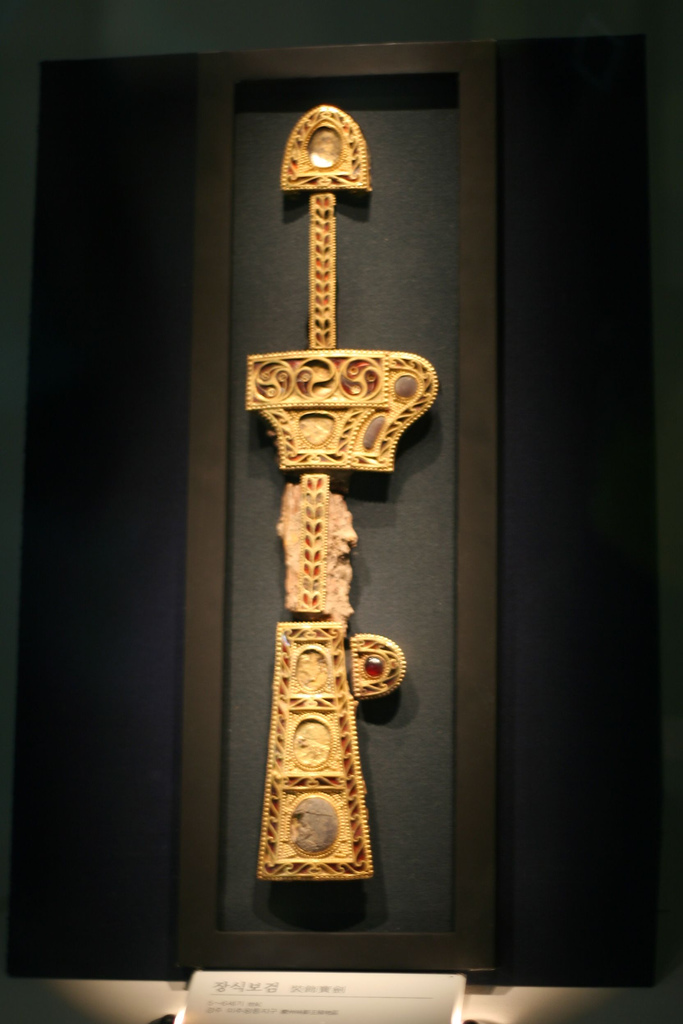
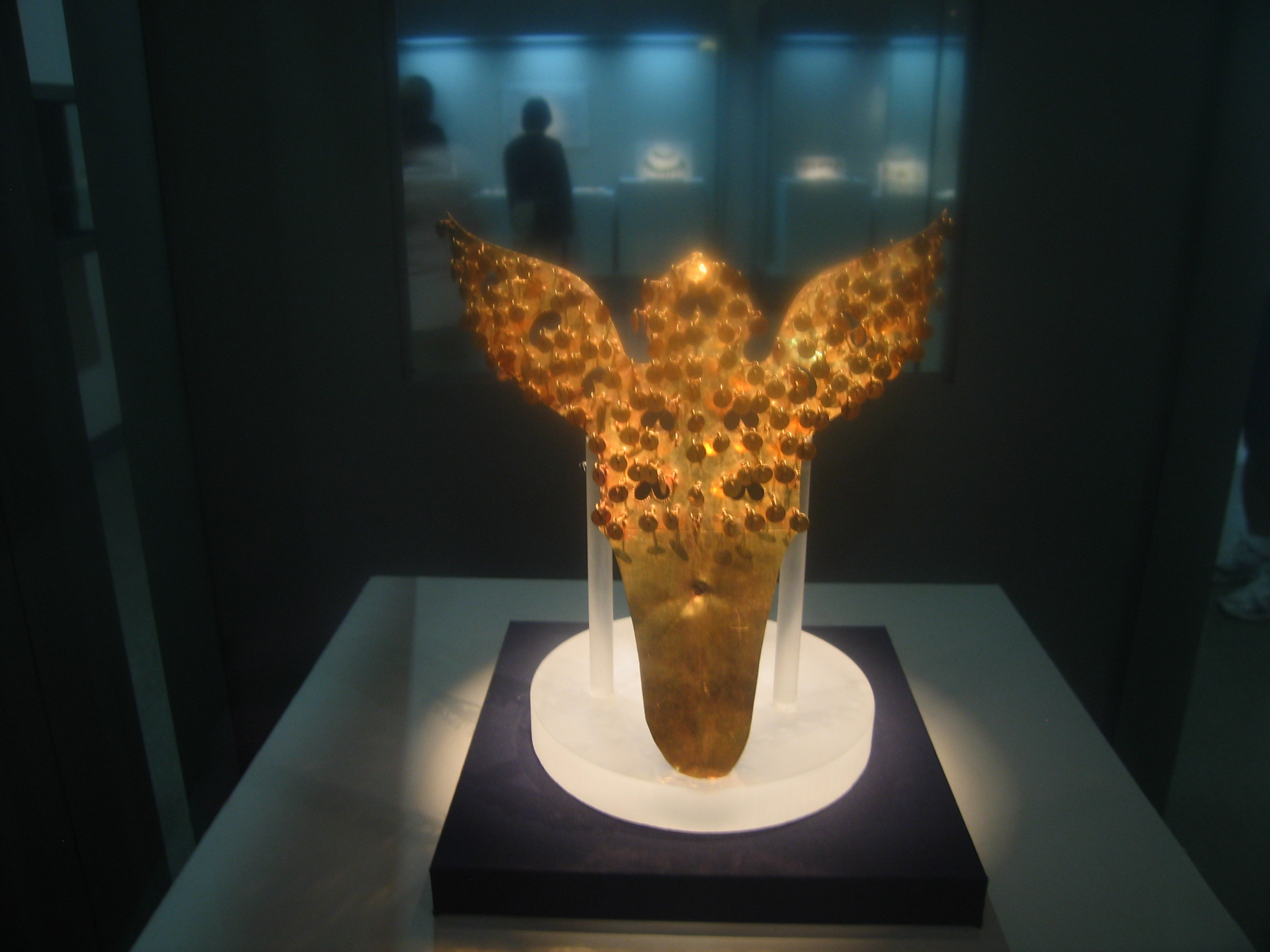
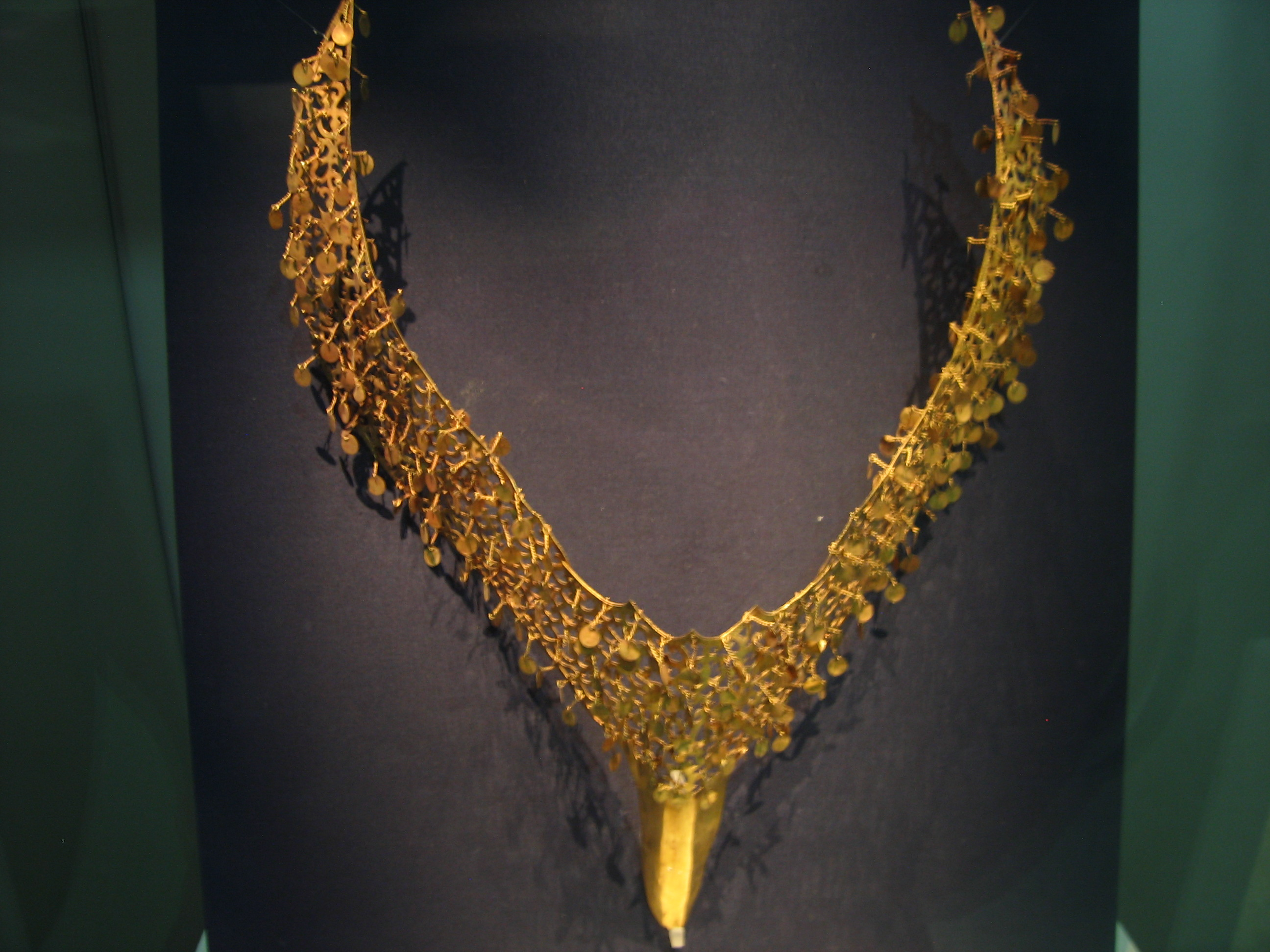